# Escola de Mileto

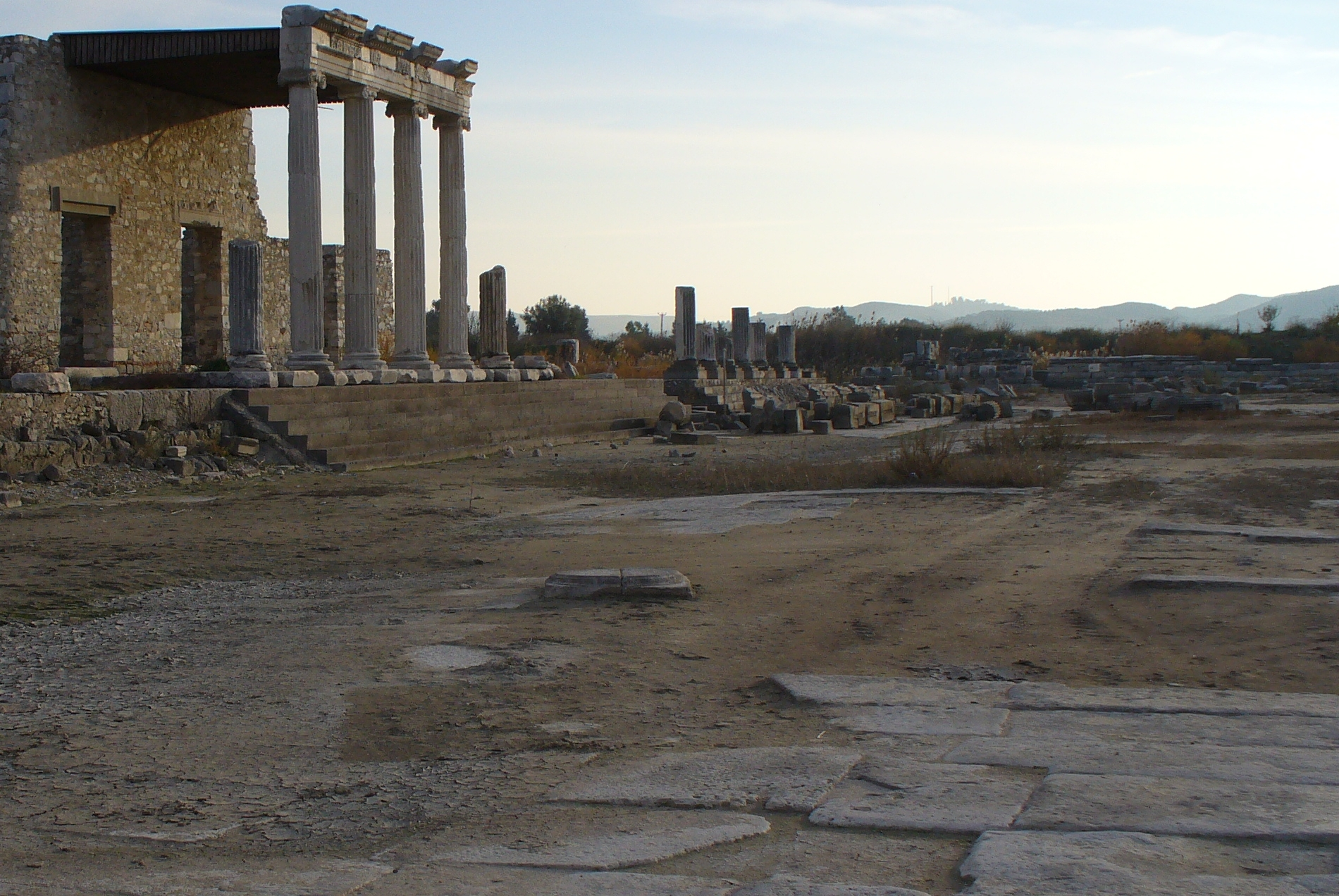

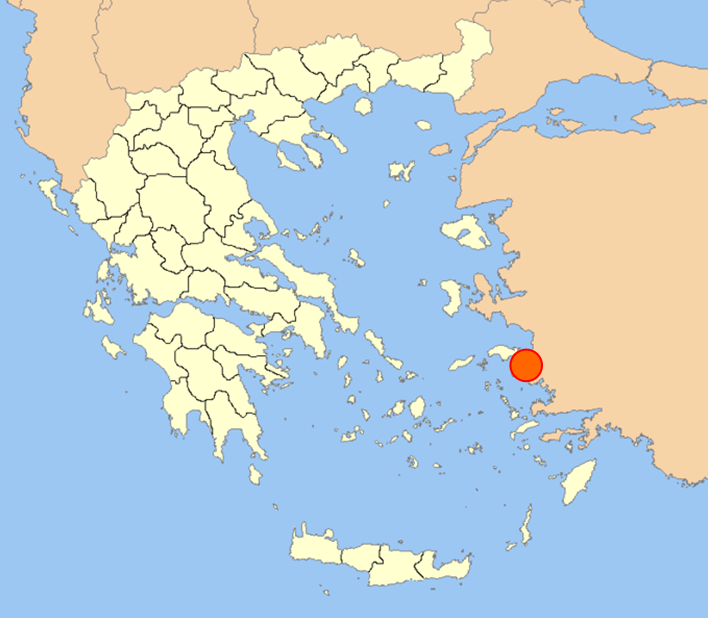
Mileto, na costa do Mar Egeu da Anatólia

Escola de Mileto ou milésia foi uma escola de pensamento fundada no século século VI a.C. As idéias associadas a ela são exemplificadas por três filósofos da cidade jônia de Mileto, na costa do Mar Egeu da Anatólia: Tales de Mileto, Anaximandro e Anaxímenes. Convém distingui-la da Escola Jônica, que inclui estes e outros jônios como Heráclito (de Éfeso), ou  Diógenes de Apolônia (que viveu em Creta).
Esses pensadores introduziram novas opiniões contrárias ao ponto de vista que prevalecia sobre a forma como o mundo foi organizado, em que os fenômenos naturais eram explicados unicamente como a vontade de deuses antropomorfizados. Os Milesianos apresentaram uma visão da natureza em termos de entidades metodologicamente observáveis, e como tal foi uma das primeiras filosofias verdadeiramente científicas defendendo a teoria do hilozoísmo que afirma que matéria e vida são inseparáveis.
Anaximandro, denominou a energia vital como apeiron ("ilimitado"), uma substância indestrutível da qual a matéria deriva. Anaximenes, o terceiro membro da Escola de Mileto, acreditava que a substância básica da existência era o ar, a que ele denominou de "criador", o ar era onipresente e essencial ao crescimento de todos os objetos naturais. Tales considerava a água como a origem de todas as coisas e embora os três filósofos discordassem quanto a substância primordial que constituía a essência do universo, todos concordavam a respeito da existência de um princípio único para essa natureza primordial.